# Flor de Mayo (Cuba)
Flor de Mayo es una pequeña ciudad o sector campesino perteneciente al municipio de Santa Cruz del Sur, en la provincia de Camagüey en Cuba. 
Cuenta con una calle pavimentada de alrededor de 2 km y a ambos lados las casas de sus habitantes, aunque por ser zona rural existen varias viviendas intrincadas en el campo a donde se accede a través de caminos sin pavimentación e incluso trillos cubanos.
La población se dedica entre otras labores a la ganadería aunque se ven afectados por constantes robos que los obligan a entablar vigilancia cada noche.
- Datos: Q5862653